# Arheološka najdišča Bat, al-Hutm in al-Ajn
Arheološka najdišča Bat, Al-Hutm in Al-Ajn so skupina nekropol iz 3. tisočletja pr. n. št. 
Protozgodovinsko najdišče Bat leži v bližini palmovega nasada v notranjosti sultanata Oman. Skupaj s sosednjimi najdišči tvori najpopolnejšo zbirko naselbin in nekropol iz 3. tisočletja pr. n. št. na svetu. UNESCO jih je leta 1988 razglasil za svetovno dediščino.
Osrednje mesto je del sodobne vasi Bat v vadi Šarsa približno 24 kilometrov vzhodno od mesta Ibri v governoratu Dahira v severozahodnem Omanu. Monumentalni stolpi, podeželska naselja, namakalni sistemi za poljedelstvo in nekropole, vgrajene v fosilizirano bronastodobno pokrajino, skupaj tvorijo edinstven primer kulturnih relikvij v izjemnem stanju ohranjenosti.

## Zgodovina
Študije v zadnjih 15 letih so pokazale obstoj številnih človeških naselbin od Perzijskega do Omanskega zaliva. Edinstvenost Bata in al-Ajna so ostanki starodavnih kamnolomov, iz katerih so kopali gradbeni material in številne delavnice, ki pričajo o celotnem operativnem postopku, od kamnolomov, do zidarstva, do tehnik gradnje zgradb.
Sistematične raziskave povečujejo vrste in število spomenikov in najdišč, ki jih je treba dokumentirati in zaščititi. Tu je več stolpov, kamnolomi, povezani z bronastodobnimi kamnoseškimi delavnicami, bronastodobne nekropole, železnodobno gradišče, dva neolitska rudnika kremena, povezana z delavnicami za izdelavo kamnitih orodij.

### Bat
Najdišče Bat je znotraj nasada palm. Okoli leta 3000 pr. n. št. je s Sumerci potekala intenzivna trgovina z bakrom (pridobljenim lokalno) in kamnom (verjetno dioritom). Nekropola je sestavljena iz 100 grobov in sedem monumentalnih kamnitih stolpov, eden je v al-Khutmu, 2 km zahodno od Bata. Stolpi imajo okroglo zunanjo steno s premerom približno 20-25 m in dve vrsti vzporednih predelkov na obeh straneh osrednjega vodnjaka. Najzgodnejši znani stolp v Batu je stavba iz obdobja Hafit iz blatne opeke pod zgodnjim kamnitim stolpom Umm an-Nar v Matariji. Te stavbe nimajo zunanjih odprtin, tako da so poleg možnosti njihove obredne funkcije morda uporabljene kot rezervoarji ali kaj tretjega. Njihova natančna funkcija še ni znana. Leta 1972 so izkopavanja, ki jih je izvedla danska ekipa pod vodstvom Karen Frifelt, pokazala, da je bilo območje neprekinjeno naseljeno že 4000 let.

### Al-Hutm
Ruševine v Al-Hutmu naj bi izhajale iz kamnite utrdbe s stolpom iz skale s premerom 20 metrov. So 2 kilometra zahodno od Bata.

### Al-Ajn
Druga pomembna skupina panjskih grobnic je v Qubur Džuhhalu v al-Ajnu, 22 km vzhodno-jugovzhodno od Bata. Al-Ajn je majhna nekropola, čeprav je v najboljšem stanju od treh nekropol. Večina teh grobnic je majhnih, enoprostornih, okroglih grobnic s suhozidanimi zidovi iz začetka 3. tisočletja pred našim štetjem. Druge so bolj dovršene, večje grobnice z več komorami iz druge polovice 3. tisočletja pr. n. št.

## Zaščita
Najdišča pred zaščito Unesca niso bila restavrirana ali drugačno konzervirana, zato je bila njihova izolacija edina zaščita. Eno največjih nevarnosti pri ohranjanju najdišč predstavljajo domačini, ki z arheoloških najdišč odnašajo gradbeni material.

## Razvoj
Cesta med Omanom in Saudovo Arabijo, ki poteka skozi vasi, je bila dokončana septembra 2021.